# برتقالة آلية (فلم)
برتقالة آلية (بالإنجليزية: A Clockwork Orange) هو فيلم خيال علمي وجريمة بريطاني 1971 من إخراج وإنتاج وسيناريو ستانلي كوبريك، مبني على الرواية التي تحمل نفس الاسم للكاتب أنتوني برجس. الفيلم يعرض مشاهد مزعجة من العنف الجنسي والجسدي تسلط الضوء على الطب النفسي وجرائم المراهقين والعصابات ومواضيع أقتصادية وسياسية واجتماعية أخرى في نسخة ديستوبيا عن بريطانيا. ترشح لأربع جوائز أوسكار. صنفه معهد السينما الأمريكي في المرتبة 46 ضمن قائمة أعظم 100 فيلم أمريكي على مر العصور.
يقول كاتب الرواية إنه أخذ الاسم من مصطلح بريطاني تعلمه عندما كان في الملايو، وهو يستخدم بمعنى إنسان منتظم مثل الساعة أو استجابته آلية. وكلمة برتقالة حرفها البريطانيون عن كلمة (Orang) بالملاوية وتعني إنسان.

## القصة
في اليوم الأول يهاجم «إليكس» وعصابته متشرد عجوز يلتقون به في الطريق بدون سبب. ثم يذهبون للمشاجرة مع عصابة «بيلي بوب» عدوه اللدود. وأخيرا يذهبون للاعتداء على أحد الكتاب في منزله واغتصاب زوجته فيتركونه ليشل بينما زوجته تفارق الحياة. في صباح اليوم الثاني يتغيب «إليكس» عن المدرسة ويذهب إلى محل موسيقى ويعود للبيت مع فتاتين وفي مشهد مسرع أثار الكثير من الجدل باعتباره فاحش، يمارس معهما الجنس على أنغام افتتاحية أوبرا (وليام تل) للملحن جواكينو روسيني. ثم في بمنتصف النهار يواجه عصيان عصابته ولكنه ينجح بأن يفرض قوته عليهم. وفي الليل يذهب وعصابته للهجوم على أحد المنازل لكن سيدة المنزل ترفض إدخالهم وتقوم بالاتصال بالشرطة لكن «إليكس» لا يعي ذلك فيحاول الدخول عن طريق النافذة لينشب بينه وبين المرأة شجار فيضربها بمجسم قضيب ضربة تودي بحياتها. لاحقاً وعندما يحاول الفرار يتعرض للضرب من قبل أفراد عصابته ويترك في مسرح الجريمة فاقدا الوعي.
يحكم على «إليكس» بالسجن 14 سنة بتهمة القتل غير العمد. وفي السجن يعمل كمساعد لقسيس السجن وفيه نرى «إليكس» يقول أنه عندما كان يقرأ الكتاب المقدس كان يستمتع بقصص ضرب قدماء اليهود لبعضهم ومغامراتهم الجنسية، كما كان يتخيل نفسه وهو يعذب ويجلد المسيح، وكما يقول كان مسئولاً عن الجلد ودق المسامير. في هذا الجزء من الفيلم ومن خلال موعظة القسيس، نتعرف على المحور الأساسي للفيلم، وهو تعريف الصلاح، وهل ينبغي أن يكون تطوعيا يأتي من داخل الإنسان أو أن يفرض فرضا كما سنرى لاحقا. يقول القس: «إن الإنسان إذا فقد القدرة على الاختيار فقد فقد إنسانيته».
في السجن يسمع «أليكس» ببرنامج علاجي تجريبي اسمه «علاج لودفيكو»، وهو بالمناسبة الاسم اللاتيني المقابل لاسم بيتهوفن الأول «لودفيغ». والبرنامج شبيه بتجربة العالم الروسي بافلوف التي عرفت باسم الإشراط الكلاسيكي. يختار «إليكس» لهذا العلاج من قبل وزير الداخلية شخصياً، وفي هذه التجربة العلاجية يتم الربط بين العنف وبين الشعور بالغثيان ليصبح «أليكس» يشعر بالغثيان عندما مشاهدة أي عنف لكن بطريق الخطأ يتم الربط أيضا بين السيمفونية التاسعة لبيتهوفن والشعور بالغثيان. بعد العلاج المستمر يخرج «أليكس» وهو لا يستطيع الإقدام على أي أعمال عنف حتى لو كان دفاعا عن النفس.
يعود «إليكس» إلى منزله ليجابه بالرفض من أهله الذين قاموا بتأجير غرفته لشخص آخر. بدون اعتراض يهيم على وجهه في الشوارع ليلتقي أولا بالمتشرد الذي سبق وأن اعتدى عليه «إليكس» سابقا، فيقوم المتشرد بمهاجمته هو ومجموعة من العجائز، وفي هذا رمزية لمحاربة الكبار الشباب أو التقاليد القديمة مع العادات الجديدة. لاحقا، يلتقي «أليكس» باثنين من أفراد عصابته السابقين الذين أصبحوا من رجال الشرطة. يقتادون هؤلاء «أليكس» إلى أطراف المدينة ويقومون بالاعتداء عليه بالضرب ثم يتركونه خائر القوى. ويذهب إليكس إلى أقرب منزل وهو بالمصادفة منزل الكاتب الذي اعتدى عليه سابقاً. يحسن الكاتب ضيافة «إليكس» حتى يكتشف هويته ويعرف إنه أيضا لا يستطيع تحمل السيمفونية التاسعة فيقوم بحبسه في إحدى الغرف ويسمعه موسيقى بيتهوفن. ولكي يتخلص «إليكس» من عذابه يقفز من النافذة في محاولة انتحار فاشلة ينقل على أثرها إلى المستشفى حيث تتم عملية عاكسة لعلاج لودفيكو ويعود «إليكس» لطبيعته ويتلقى زيارة خاصة من وزير الداخلية يعتذر له فيها ويعرض له عمل في الحكومة لتحسين صورتها.

## تصنيف الفيلم
عام 1972، عرض الفيلم للمرة الأولى في أمريكا بالتصنيف X (تصنيف الأفلام الإباحية). لكن كوبريك عاد وحذف 30 ثانية من الفيلم ليحصل على تصنيف R ليعاد طرحه في العام 1973. والجدير بالذكر إن النسخ المتداولة الآن هي التي تحمل التصنيف X.
كما أن مكتب السينما والبث الإذاعي التابع لمجلس الأساقفة الكاثوليك في الولايات المتحدة منحه تصنيف C وهو الحرف الأول من كلمة مدان لمحتواه الجنسي الفاضح والعنيف أيضاً.
أما في المملكة المتحدة (دولة الفيلم) فقد سحب الفيلم من السوق البريطانية بسبب تأثيره السلبي على الشباب وتقليدهم الجرائم وأعمال العنف التي ارتكبت في الفيلم. ويقال بسبب تهديد لكوبريك وعائلته. وظل الفيلم ممنوعا في بريطانيا مدة 27 عاما. حتى أعيد طرحه في العام 2000 بعد وفاة كوبريك.

## ترشيح الفيلم للجوائز

### ترشيحات الأوسكار
ترشح الفلم لأربع جوائز أوسكار عن الفئات التالية: أفضل مونتاج، أفضل سيناريو مقتبس، أفضل إخراج وأفضل فيلم، وخسرها كلها لصالح فيلم الاتصال الفرنسي.

### ترشيحات الأكاديمية البريطانية
ترشح الفيلم لسبعة جوائز بافتا وهي: جائزة البافتا لأفضل فيلم، أفضل مخرج، أفضل سيناريو، أفضل تصوير، أفضل مونتاج، أفضل موسيقى تصويرية وأفضل صوت. ولم يفز بأي منها.

### ترشيحات الكرة الذهبية
ترشح الفيلم لثلاثة جوائز غولدن غلوب: أفضل فيلم درامي وأفضل مخرج وأفضل ممثل درامي للممثل مالكولم ماكدويل. ولم يفز بها.

## أبرز الفروقات بين الكتاب والفيلم
- لا يصور الفيلم الفصل الأخير من الكتاب وفيه يختار أليكس أن يصبح إنسان صالح طواعية، ويعود السبب في ذلك أن كوبريك كتب السيناريو بناء على النسخة الأمريكية من الرواية وهي لا تحتوي على الفصل المذكور.
- عمر أليكس في الكتاب 15 سنة، لكن في الفيلم هو حوالي 18 سنة.
- في الكتاب يعتدي أليكس على أمين مكتبة وهذا لا يحدث في الفيلم.
- في الكتاب لا يلتقي أليكس بالمتشرد بعد خروجه من السجن لكنه لتقي بأمين المكتبة الذي يعتدي عليه مع مجموعة من العجائز.
- في الكتاب يغتصب أليكس فتاتين في سن العشر سنوات لكن في الفيلم يمارس الجنس مع فتاتين عمرهما قريب من ال 17 سنة.

## وصلات خارجية
- مقالات تستعمل روابط فنية بلا صلة مع ويكي بيانات